# Mojżesz Komitopul
Mojżesz Komitopul (bułg. Мойсей Kомитопул, Mojsej Komitopuł) – wielmoża bułgarski, aktywny w II połowie X wieku. Syn komity Mikołaja i Ripsymii. Po upadku państwa bułgarskiego w 969 roku twórca, wraz z braćmi, państwa obejmującego zachodnie prowincje bułgarskie, którym współrządził do śmierci w 976 lub 977 roku.

## Pochodzenie Mojżesza
Mojżesz był drugim z czterech synów komity Mikołaja, potężnego możnowładcy z czasów cara Piotra I (927–969). Ojciec Mojżesza zarządzał w imieniu cara jedną z zachodnich prowincji państwa ze stolicą w Sredcu lub (co bardziej prawdopodobne) z centrum w rejonie jezior macedońskich. Matka Mojżesza była ormiańską arystokratką, to ona nadała synom biblijne imiona: Dawid, Mojżesz, Aaron i Samuel. Ze względu na tytuł ojca synów nazywano Komitopulami (młodymi komitami). Pochodzenie rodziców Mojżesza jest niejasne, a świadectwa na ten temat nie są jednoznaczne. Stefan z Taron, współczesny historyk armeński, twierdzi, że Komitopulowie pochodzili z Armenii, jego informacje na ich temat roją się jednak od błędów. Z kolei N. M. Błagoew utrzymuje, że zarówno Mikołaj jak i Ripsymia byli Bułgarami, przy czym Ripsymia miałaby być córką cara Symeona I.
|                         |                         |                         |                         |                         |                         |  |  | komita Mikołaj                    | komita Mikołaj                    | komita Mikołaj                    | komita Mikołaj                    | komita Mikołaj                    | komita Mikołaj                    |  |  | Ripsymia                    | Ripsymia                    | Ripsymia                    | Ripsymia                    | Ripsymia                    | Ripsymia                    |  |  |                                          |                                          |                                          |                                          |                                          |                                          |
|                         |                         |                         |                         |                         |                         |  |  | komita Mikołaj                    | komita Mikołaj                    | komita Mikołaj                    | komita Mikołaj                    | komita Mikołaj                    | komita Mikołaj                    |  |  | Ripsymia                    | Ripsymia                    | Ripsymia                    | Ripsymia                    | Ripsymia                    | Ripsymia                    |  |  |                                          |                                          |                                          |                                          |                                          |                                          |
|                         |                         |                         |                         |                         |                         |  |  |                                   |                                   |                                   |                                   |                                   |                                   |  |  |                             |                             |                             |                             |                             |                             |  |  |                                          |                                          |                                          |                                          |                                          |                                          |
|                         |                         |                         |                         |                         |                         |  |  |                                   |                                   |                                   |                                   |                                   |                                   |  |  |                             |                             |                             |                             |                             |                             |  |  |                                          |                                          |                                          |                                          |                                          |                                          |
| Dawid (panował 969–976) | Dawid (panował 969–976) | Dawid (panował 969–976) | Dawid (panował 969–976) | Dawid (panował 969–976) | Dawid (panował 969–976) |  |  | Mojżesz (panował 969–976 lub 977) | Mojżesz (panował 969–976 lub 977) | Mojżesz (panował 969–976 lub 977) | Mojżesz (panował 969–976 lub 977) | Mojżesz (panował 969–976 lub 977) | Mojżesz (panował 969–976 lub 977) |  |  | Aaron (panował 969–ok. 976) | Aaron (panował 969–ok. 976) | Aaron (panował 969–ok. 976) | Aaron (panował 969–ok. 976) | Aaron (panował 969–ok. 976) | Aaron (panował 969–ok. 976) |  |  | Samuel (panował 969–6 października 1014) | Samuel (panował 969–6 października 1014) | Samuel (panował 969–6 października 1014) | Samuel (panował 969–6 października 1014) | Samuel (panował 969–6 października 1014) | Samuel (panował 969–6 października 1014) |

## Państwo Mojżesza

### Utworzenie
Początkowy okres działalności Mojżesza i jego braci jest bardzo słabo udokumentowany i stanowi pole rozmaitych spekulacji. Jedna z dawniejszych, dzisiaj już odrzuconych teorii przyjmowała, że Mojżesz wraz z braćmi Dawidem, Aaronem i Samuelem oderwał zachodnie prowincje państwa bułgarskiego jeszcze w 963 roku, tworząc własne niezależne carstwo zachodniobułgarskie. Obecnie przyjmuje się, że usamodzielnienie się Komitopulów nastąpiło w 969 roku. 30 stycznia 969 roku w trakcie najazdu księcia kijowskiego Światosława zmarł car bułgarski Piotr I. Jego następca Borys II nie zdołał powstrzymać najazdu Światosława, który zajął stolicę państwa Presław. Ostatecznie Borys uznał jego zwierzchnictwo. Działania wojenne najprawdopodobniej nie objęły zachodnich krańców państwa bułgarskiego, a przynajmniej brak o tym świadectw. Światosław, zajęty ekspansją w kierunku Konstantynopola, nie był zainteresowany wojną na zachodzie. Wydaje się więc możliwe, że w tym czasie Mojżesz i jego bracia przejęli administrację na zachodnich krańcach państwa, które cieszyły się w tym czasie jakimś rodzajem niezależności. W 971 roku cesarz bizantyński Jan I Tzimiskes rozpoczął kampanię przeciw Światosławowi i najpierw wyparł go z Presławia, a następnie obległ w Drystrze. Komitopulowie zachowali neutralność, a po zwycięstwie cesarza uznali jego zwierzchnią władzę nad zachodnią Bułgarią.

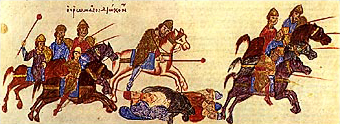
Zwycięstwo Jana Tzimiskesa nad wojskami Światosława

W wyniku kampanii Jana Tzimiskesa wschodnia Bułgaria została wcielona do Bizancjum. Najbardziej na północ i zachód wysunięte garnizony bizantyńskie, stanowiące jednocześnie ośrodki bizantyńskich temów, zostały rozlokowane w Werroi, Wodenie i Strymonie. Wydaje się zatem, że położone dalej na zachód: Sredec, Nisz, Skopje i Ochryda nie zostały objęte okupacją wojskową, a Jan Tzimiskes zadowolił się uznaniem go przez braci Komitopulów za zwierzchniego władcę wszystkich ziem bułgarskich. Tymczasowo obie strony zaakceptowały to rozwiązanie – Tzimiskes z uwagi na prowadzoną na wschodzie wojnę z Arabami, zaś Mojżesz z braćmi – by zyskać czas na przygotowania do walki z Bizancjum.

### Organizacja wewnętrzna
Nie wiadomo jak bracia zorganizowali swe państwo. Z pewnym przybliżeniem możemy też tylko określić jego zasięg. Niewątpliwie obejmowało część Macedonii Egejskiej z Mogleną i być może Wodeną, rejon jezior macedońskich z Ochrydą i Prespą, dalej na północ Prilep i Skopje. Wschodnią granicę stanowiła zapewne dolina Strumy, możliwe, chociaż to budzi dyskusje, że wraz ze Sredcem. Na ogół zgodnie przyjmuje się, że na podległych sobie ziemiach bracia utworzyli państwo federacyjne, rodzaj tetrarchii, w której każdy ze współwładców władał swoją dzielnicą. Nie istnieją żadne dane, które pozwalają stwierdzić jaki był rozkład dzielnic należących do braci. Na podstawie miejsc śmierci, przyjmuje się, że dzielnica Mojżesza obejmowała ziemie w zachodniej Tracji z centrum w Strumicy, dzielnica Dawida rozciągała się na północ od Kastorii, przez Moglenę po rejon jezior macedońskich, a tereny podległe Aaronowi koncentrowały się wokół Sredca. Dzielnicę najmłodszego Samuela lokalizuje się w Macedonii Egejskiej, a jej stolicą mogła być Kastoria lub Wodena.
Ci, którzy jednak przyjmują istnienie niezależnego państwa bułgarskiego po 969 roku, sądzą, że dla zachowania jedności państwa bracia musieli uznawać zwierzchnictwo jednego spośród nich i że tym, którego wyższość uznali, był Dawid, już to z racji starszeństwa, już to ze względu na zarządzaną przez niego dzielnicę. W 973 roku, zapewne szukając sprzymierzeńców przeciw Bizancjum, Dawid wysłał posłów na dwór Ottona I. Stary cesarz przyjął w Kwedlinburgu posłów bułgarskich. Jednakże zmarł jeszcze w tym samym roku, a jego syn Otto II w następnych latach całą swą uwagę musiał skupić na walce z opozycją wewnętrzną.

## Śmierć
W styczniu 976 roku zmarł cesarz Jan Tzimiskes. W rejonie Sredca wybuchło powstanie antybizantyńskie. Z Konstantynopola zbiegli car Borys i jego brat Roman. Borys zginął jednak w wyniku tragicznej pomyłki z rąk bułgarskich. Romanowi nie udało się przedostać do swoich. Mojżesz jeszcze w tym samym roku albo na początku następnego zaatakował, położone o około 70 kilometrów na południe od Strumicy, bizantyńskie Serres. Zginął podczas oblężenia miasta ugodzony kamieniem strąconym przez jednego z obrońców. Wedle innej wersji, kiedy padł pod nim koń, został zabity przez dowódcę twierdzy księcia Leo Melissenusa. Dzielnicę Mojżesza przejął prawdopodobnie po jego śmierci brat Aaron.